# François Sureau
Pour les articles homonymes, voir Sureau.
François Sureau, né le 19 septembre 1957 à Paris, est un haut fonctionnaire, avocat et écrivain français, membre de l'Académie française.

## Biographie

### Jeunesse et études
François Maurice Christophe Sureau est le fils de Claude Sureau, ancien président de l'Académie nationale de médecine, et le frère aîné de Véronique Sales, écrivaine et éditrice.
Après des études au lycée Saint-Louis-de-Gonzague et à l'Institut d'études politiques de Paris, il est reçu à l'École nationale d'administration (ENA).

### Parcours de juriste
Après l'ENA (promotion Droits-de-l'homme), il devient auditeur au Conseil d'État et enseigne à l'Institut d'études politiques de Paris dans les années 1980. Il y a alors comme élève, notamment, Denis Olivennes.
Puis, il quitte la haute fonction publique pour exercer d'autres activités : avec Alain Minc, il est l'un des principaux lieutenants de Carlo De Benedetti dans le fonds Cerus lors de la célèbre OPA échouée sur la Société générale de Belgique, en janvier 1988. Cerus n'obtient que 47 % des actions contre Suez et Cerus perd l'équivalent de 3 milliards de francs de l'époque. Il rejoint, au début de l'année 1990, l'UAP, à la direction des participations.
En 1995, il s'inscrit comme avocat au barreau de Paris et écrivain. En juin 2014, il devient avocat au Conseil d'État et à la Cour de cassation. Il s'associe alors avec Patrice Spinosi, également avocat aux conseils, pour former la SCP Spinosi & Sureau. En 2019, le magazine GQ le désigne comme avocat le plus puissant de France.
Le 5 février 2021, il se retire de la qualité d'avocat aux conseils du fait de son élection à l'Académie française.

### Engagements militaires
Officier de réserve depuis 2004, comme spécialiste au sein de l'armée de Terre, il sert avec le grade de colonel.
De 2011 à 2019, il travaille au sein de l'état-major du commandement de la Légion étrangère avant de rejoindre l'état-major des armées.

### Engagements sociétaux
Depuis 2014, il s’engage en faveur des libertés publiques, contre l’état d’urgence et, plus généralement, contre des dispositions législatives qu'il considère comme répressives. Ses principales plaidoiries au Conseil constitutionnel ont été publiées en 2017 sous le titre de Pour la liberté.
Il participe au réseau d'avocats de l'association Pierre-Claver, fondée par son épouse Ayyam Sureau, née Wassef. L'association Claver a pour objectif d'aider les réfugiés statutaires « désireux d'acquérir toute connaissance et expérience utiles pour reconstruire leur vie en France (langue, Histoire, culture générale, codes sociaux…) »,.

### Engagements politiques
En 2016, François Sureau est le premier rédacteur des statuts d'En Marche, le parti politique fondé par Emmanuel Macron.
Démentant les déclarations faites par Patrick Stefanini dans son livre Déflagration, il affirme ne pas être la plume du discours du Trocadéro prononcé le 5 mars 2017 par François Fillon dans le cadre de la campagne présidentielle de 2017,.

Le 4 février 2019, il publie dans Le Monde une tribune contre la proposition de loi visant à renforcer et garantir le maintien de l'ordre public lors des manifestations, dite « loi anti-casseurs », estimant notamment : 

« [ce texte] vise les « gilets jaunes » sous prétexte de réprimer des casseurs que le droit pénal ordinaire permet tout à fait de réprimer. Ce sont les manifestations qu’on veut limiter, pas les actes violents. »
Il ajoute « je ne sais pas où est le "progressisme" dans cette majorité ou dans ce gouvernement, mais il n'est sûrement pas dans le domaine des libertés publiques. […] Que personne ne voie la contradiction politique entre la lutte revendiquée contre le "populisme" et ce genre de législation est proprement stupéfiant. »

### Autres
Membre du comité de rédaction de la revue Commentaire, il tient de 2016 à 2019 une chronique hebdomadaire dans La Croix.
Il est membre du Club des juristes,, un cercle de réflexion présidé par Bernard Cazeneuve.

### Académie française
Candidat à l'Académie française en 2004 au fauteuil de Maurice Rheims, il est battu par Alain Robbe-Grillet, qui ne siégera finalement pas. Il y est finalement élu le 15 octobre 2020, au premier tour par 19 voix sur 27, au fauteuil de Max Gallo. Il est reçu le 3 mars 2022 ; son discours de réception est axé sur la question, particulièrement chère à ses yeux, de la liberté, et reçoit une réponse de Michel Zink, dans laquelle celui-ci le salue comme étant « romantique au plus profond ». Il est le benjamin de l'Académie jusqu'à l'élection du psychiatre Raphaël Gaillard en avril 2024, âgé de 47 ans.

## Décorations
- Commandeur de la Légion d'honneur en 2021[32] (officier en 2012[33], chevalier en 2003[34]).
- Croix de la Valeur militaire[35].
- Chevalier de l'ordre du Mérite maritime (2008)[36].
- Commandeur de l'ordre des Arts et des Lettres (2020)[37].
- Croix du combattant[35].

## Publications

### Principales publications
- Terre inconnue, récit de voyage, Paris, éditions Saint-Germain-des-Prés, 1983  (ISBN 2-243-01893-4)
- À l’est du monde, avec Gilles Etrillard, Paris, Fayard, 1983  (ISBN 2-213-01285-7)
- L’Indépendance à l'épreuve (économie), Paris, Odile Jacob, 1988  (ISBN 2738100244)
- La Corruption du siècle, Paris, Gallimard, 1988  (ISBN 2070713865) Prix Colette et prix Paul-Flat (dernier récipiendaire)[38] de l’Académie française 1989
- Garçon, de quoi écrire, avec Jean d'Ormesson, Paris, Gallimard, 1989  (ISBN 2070717623)
- L'Infortune, Paris, Gallimard, 1990  (ISBN 207072073X) Grand prix du roman de l'Académie française[38], 1991
- L’Aile de nos chimères, Paris, Gallimard, 1993  (ISBN 2070729249)
- Les Hommes n'en sauront rien[39], Paris, Grasset, 1995  (ISBN 2246493315)
- Le Sphinx de Darwin[40], Paris, Fayard, coll. « Echos », 1997  (ISBN 221359838X) Prix Goncourt de la nouvelle (1997)[41]
- Lambert Pacha[42], Paris, Grasset, 1998  (ISBN 224656641X)
- Les Alexandrins, Paris, Gallimard, 2003  (ISBN 2070768333) Prix Méditerranée (2003)[43]
- L’Obéissance, Paris, Gallimard, 2007  (ISBN 978-2-07-078192-8)
- Inigo, portrait, Paris, Gallimard, 2010  (ISBN 978-2-07-044536-3)[44]
- Le Chemin des morts, Paris, Gallimard, 2013  (ISBN 978-2-07-014219-4)
- Je ne pense plus voyager - La mort de Charles de Foucauld, Paris, Gallimard, 2016  (ISBN 978-2-07-017917-6) Prix Combourg (2016)[45],[46]
- Pour la liberté. Répondre au terrorisme par la raison, Paris, Tallandier, 2017
- Sans la liberté, Paris, Gallimard, coll. « Tracts » no 8, 2019  (ISBN 978-2-07-285425-5)[47]
- L'Or du temps, Paris, Gallimard, 2020  (ISBN 2072888549)
- Ma vie avec Apollinaire, Paris, Gallimard, 2021  (ISBN 978-2-07-2926174)
- Discours de réception de François Sureau à l'Académie française et réponse de Michel Zink, Gallimard, 9 juin 2022 (ISBN 978-2072994913)
- Un an dans la forêt, Paris, Gallimard, 2022  (ISBN 9782072985232)
- S'en aller, Paris, Gallimard, 2024  (ISBN 9782073048424)
- Les enfants perdus, Paris, Gallimard, 2025. 1er volet des Aventures de Thomas More.

### Poésie
- La Chanson de Passavant, Paris, Gallimard, 2005  (ISBN 2070774635)[48], rééd. 2021
- Sans bruit sans trace, Paris, Gallimard, 2011  (ISBN 978-2-07-013620-9)
- Sur les bords de tout - La chanson de Passavant III, Paris, Gallimard, 2016  (ISBN 978-2-07-017838-4)

### Autres publications
- « Voici la guerre », tribune dans Le Figaro après l'embuscade d'Uzbeen en août 2008[49]
- Préface à la Correspondance Chardonne/Paulhan, Paris, Fayard, 1999
- L'Obéissance, bande-dessinée de Franck Bourgeron à partir du livre de François Sureau, Paris, Futuropolis, 2009  (ISBN 978-2-75-480279-6)
- J'ai des soldats sous mes ordres : deux mystères évangéliques, dessins de Paul-Eugène Dannaud, Paris, Salvator, 2014  (ISBN 978-2-7067-1117-6)